# زغال‌اخته‌های دوردست
زغال‌اخته‌های دوردست (نام علمی: Mastixia) نام یک سرده از تیره زغال‌اخته‌ایان است.